# Foderärter
Foderärter är ärter som för det mesta odlas för djurfoder. Det har historiskt och lokalt dock också används till mat på samma sätt som bönor, och hör till de äldsta odlade ärtsorterna. De har även malts och mjölet har använts till bröd.
De flesta sorter bildar en egen grupp bland ärt Pisum sativum, Foderärts-Gruppen. Somliga sorter kan även föras till Kokärt-Gruppen. Foderärter benämns även gråärter, pelusker eller åkerärter. Beteckningen gråärt är vanlig för sorter med färgade blommor och färgat fröskal. Baljan är vanligen tunnväggig och har hinna. Fröna är släta, mer sällan skrynkliga och varierar i storlek mellan sorterna. Fröna kan vara mer eller mindre prickiga eller ibland marmorerade. Moderna foderärter är delvis framförädlade ur äldre lokala sorter, såsom jämtlandsärter och hälsingeärter. Det finns en stor mängd äldre lokala sorter funna i Sverige.